# Ernest Boulanger (compositeur)
Pour les articles homonymes, voir Boulanger (homonymie) et Ernest Boulanger.
Henri Alexandre Ernest Boulanger, né le 16 septembre 1815 à Paris et mort le 14 avril 1900 à Paris, est un compositeur français.

## Biographie
Ernest Boulanger est issu d'une famille de musiciens. Son père, Frédéric Boulanger (en), né en 1777 à Dresde, est d'abord premier prix de violoncelle au Conservatoire de Paris, créé en 1795. En 1797, il y est nommé professeur de violoncelle et professeur de chant. En tant que musicien, il sera également attaché à la Chapelle du Roi Louis XVIII. La mère d'Ernest, Marie-Julie Boulanger, née Marie-Julienne Halligner, débute comme mezzo-soprano en 1811 au Théâtre de l'Opéra-Comique de Paris dans une œuvre de Grétry, elle est premier prix du Conservatoire en 1812, elle y chante jusqu'en 1845. Elle avait épousé son professeur de chant au Conservatoire, Frédéric Boulanger.
Il rencontre Raïssa Ivanovna Mychetsky en Russie en 1873, elle le suit à Paris et rejoint sa classe de chant au Conservatoire en 1876. Ils se marient en Russie en 1877, Ernest a alors 62 ans et Raïssa 21. Après une première fille, décédée en bas âge, naissent Nadia, en 1887, puis Lili, en 1893. Le couple Boulanger a 4 enfants, dont deux sont morts en bas âge.
Ernest Boulanger a étudié au conservatoire de Paris et est lauréat du grand prix de Rome à l'âge de 19 ans en 1835 avec sa Cantate Achille. En 1842, il commence à se faire un nom dans le tout-Paris musical à la fois en tant que compositeur d'opéras-comiques (une dizaine d'opéras-comiques entre 1842 et 1877) et comme chef d'orchestre. Fétis dit qu'après La Cachette, il « semble avoir désespéré de lui-même. ».
En 1870, il est fait chevalier de la Légion d'honneur[réf. souhaitée]. En 1871, il devient professeur de chant au Conservatoire. Il y rencontre Raïssa Ivanovna Mychetsky, une jeune princesse russe âgée de dix-huit ans, qu'il épouse à Saint-Pétersbourg en 1877. En 1881, il est élu à l'académie des Beaux-Arts. Son épouse lui donnera quatre filles dont ne survivront que la très célèbre pédagogue Nadia Boulanger, également chef de chœur et chef d'orchestre, et la non moins célèbre compositrice Lili Boulanger.
Ernest Boulanger devint membre du jury du Prix de Rome. Au sein du monde culturel de Paris, Ernest Boulanger avait des relations amicales avec Charles Gounod, Jules Massenet, Camille Saint-Saëns et William Bouwens.

## Œuvres
- Le Moulin (1840, Livret d’Eugène de Planard)
- Le Diable à l'École (Livret d’Eugène Scribe) (1842)
- Les Deux Bergères (1843)
- La Cachette (1847)
- Le 15 août aux champs (1852, Livret de Michel Carré)
- Les Sabots de la Marquise (1854, Livret de Michel Carré et Jules Barbier)
- L'Éventail (1860, Livret de Michel Carré et Jules Barbier)
- Don Quichotte (1896, Livret de Michel Carré et Jules Barbier)
- Don Mucarade[4] (1902, Livret de Michel Carré et Jules Barbier)